# Sarnermeer
Het Sarnermeer (Duits: Sarnersee) is een meer in Zwitserland. Het ligt in het Zwitserse kanton Obwalden en de hoofdstad daarvan, Sarnen, ligt aan dit meer. De oppervlakte van het meer is 7,5 km². De maximale diepte is 51 meter en het ligt op 469 meter hoogte. Het meer wordt afgewaterd door de Sarner Aa.

Sarnermeer op de nationale kaart van Zwitserland (1:25.000)